# Orobanche elatior
Il succiamele della centaurea (nome scientifico Orobanche elatior Sutton, 1798)  è una pianta parassita, appartenente alla famiglia delle Orobanchaceae.

## Etimologia
Il nome generico (Orobanche) deriva da due termini greci òrobos (= legume) e anchéin (= strozzare) e indicano il carattere parassitario di buona parte delle piante del genere di questa specie soprattutto a danno delle Leguminose (nell'antica Grecia questo nome era usato per una pianta parassita della "veccia" - Vicia sativa). L'epiteto specifico (elatior) significa "più alto" (forse derivato dal nome Elato, uno dei proci).
Il nome scientifico di questa specie è stato definito per la prima volta dal botanico Charles Sutton  (1756-1846) nella pubblicazione "Transactions of the Linnean Society of London. - 4: 178, t. 17" del 1798.

## Descrizione

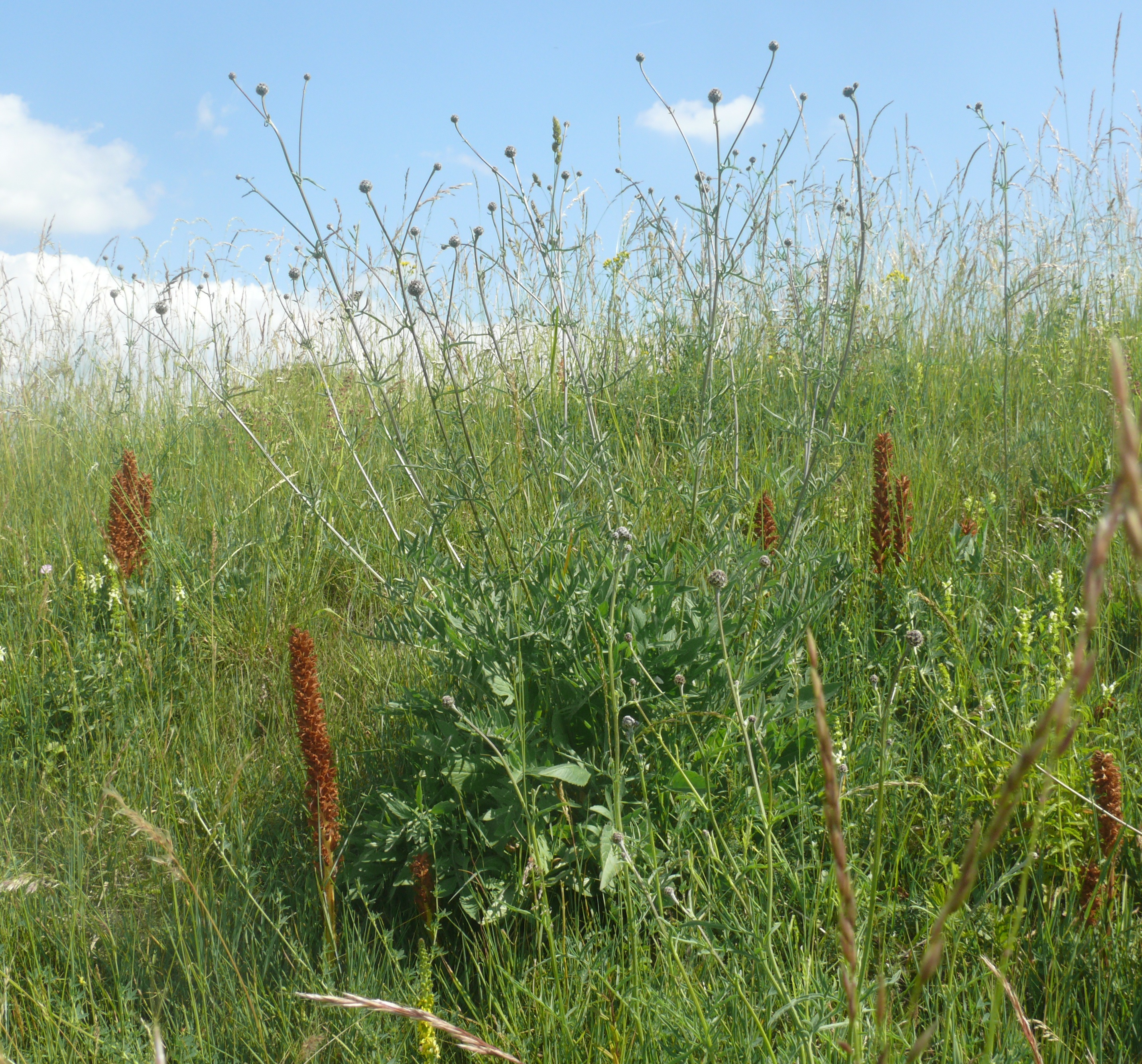
Habitat e habitus

Queste piante sono alte da 25 a 50 cm (massimo 70 cm). La forma biologica è terofita parassita (T par), sono piante erbacee che differiscono dalle altre forme biologiche poiché, essendo annuali, superano la stagione avversa sotto forma di seme e sono munite di asse fiorale eretto e spesso privo di foglie. In questa specie sono presenti anche piante con forme biologiche perenni tipo geofite parassite (G par), sono piante provviste di gemme sotterranee e radici che mostrano organi specifici per nutrirsi della linfa di altre piante (sono quindi piante parassite). Non contengono clorofilla per cui nel secco si colorano di bruno.

### Radici
Le radici sono fascicolate e si diramano da un bulbo o rizoma centrale. Nella parte finale sono provviste di austori succhianti che parassitano l'apparato radicale delle piante ospiti.

### Fusto
La parte aerea del fusto è eretta e semplice (non ramosa); la forma è striato-scanalata, un po' ingrossato alla base; la superficie è densamente pubescente-ghiandolosa. Gli scapi terminali sono sempre fioriferi (mai sterili).

### Foglie
Le foglie sono ridotte a delle squame spiralate ed hanno delle forme triangolari-lanceolate oppure ovato-lanceolate. Dimensione delle foglie: larghezza 4 – 6 mm; lunghezza 12 – 16 mm.

### Infiorescenza

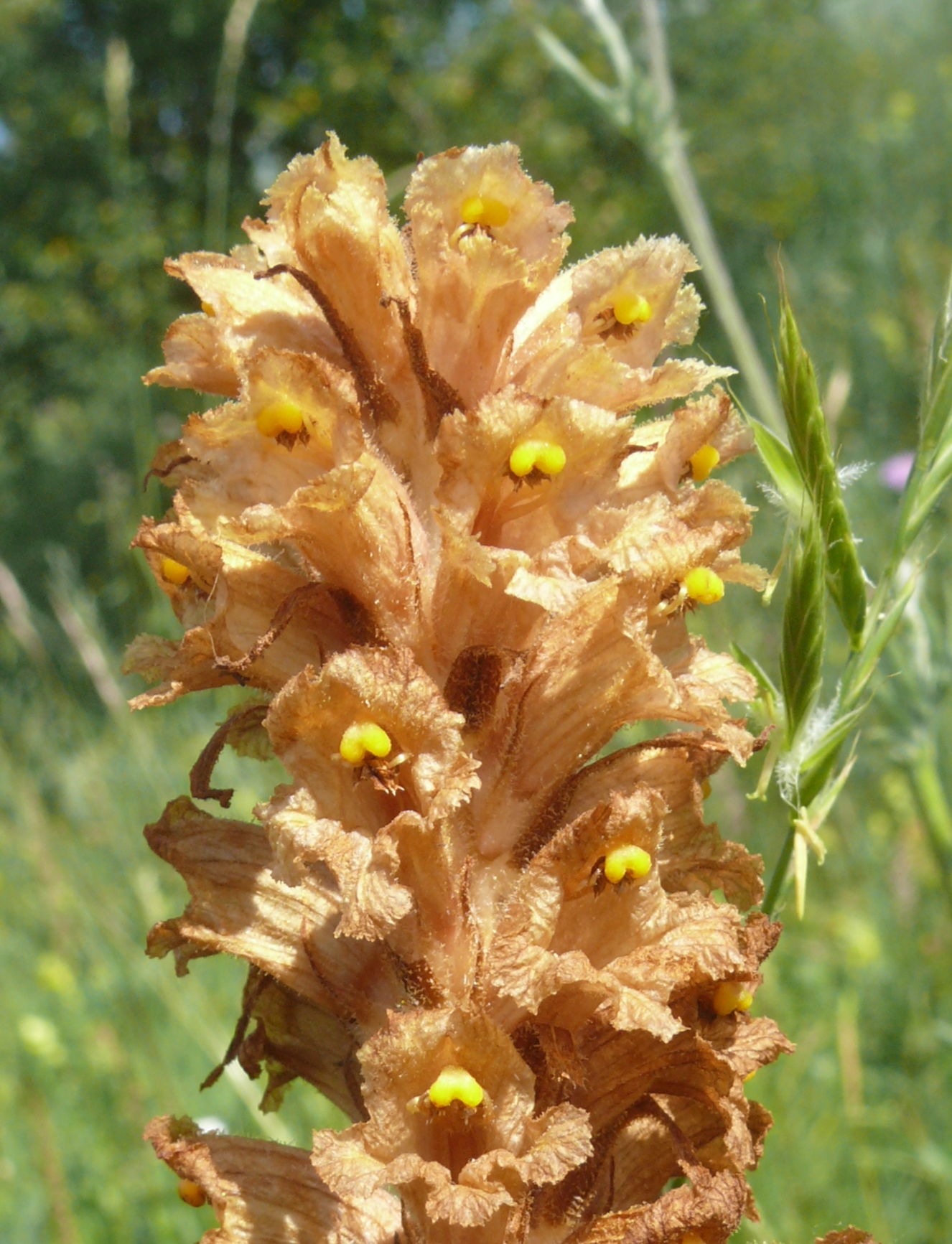
Infiorescenza

Le infiorescenze sono a forma di spiga o racemo denso. Le brattee dell'infiorescenza sono del tipo lanceolato-acuminato (lunghe come le foglie) con superficie abassiale densamente pubescente-ghiandolare. Le bratteole sono assenti. Dimensione dell'infiorescenza: larghezza 3 cm; lunghezza 8 – 15 cm. Dimensione delle brattee: larghezza 4 – 5 mm; lunghezza 9 – 12 mm.

### Fiore
I fiori sono ermafroditi, zigomorfi (del tipo bilabiato), tetrameri, ossia con quattro verticilli (calice – corolla - androceo – gineceo) e pentameri (la corolla è a 5 parti, mentre il calice anch'esso a 5 parti spesso è ridotto). In questa specie i fiori alla base sono avvolti da 3 elementi: in posizione centrale è presente una brattea; su entrambi i lati è presente una lacinia calicina profondamente bifida (non sono presenti le bratteole). Lunghezza totale del fiore: 16 – 25 mm.
- Formula fiorale: per questa pianta viene indicata la seguente formula fiorale:[6]

X, K (4/5), [C (2+3), A 2+2], G (2), (supero), capsula
- Calice: il calice è gamosepalo a 3 parti, ossia quattro sepali saldati 2 a 2 tipo lacinie ben separate o collegate alla base, più una brattea centrale. La superficie è densamente pubescente-ghiandolare. Dimensione del calice: 7 – 9 mm.
- Corolla: la corolla, di tipo personato, è simpetala e consiste in un tubo cilindrico terminante in un lembo bilabiato; il tubo non è ristretto verso le fauci; dei due labbri quello superiore è intero e un po' bilobo, mentre quello inferiore, più corto, è trilobato con lobi più o meno uguali e con superficie glabra. La superficie della corolla in genere è pubescente-ghiandolosa (parte abassiale) con margini lievemente dentati; il colore è giallo e spesso è screziata di rosso. Dimensione della corolla: 16 – 20 mm.
- Androceo: l'androceo possiede quattro stami didinami (due grandi e due piccoli). I filamenti sono pelosi nella metà inferiore per sparsi peli ghiandolari e sono inseriti a 1/3 del tubo corollino. Le antere, glabre a forma ovoidale, sono disposte trasversalmente e sono provviste di due logge più o meno uguali. Le sacche polliniche hanno l'estremità inferiore a forma di freccia.[7] Lunghezza dei filamenti: 1 - 1,2 cm. Lunghezza delle antere: 1,5 - 1,8 mm.
- Gineceo: l'ovario, di tipo ellissoidale, è supero formato da due (o tre) carpelli ed è uniloculare; le placente sono due o quattro di tipo parietale, a volte unite al centro e portanti un numero molto elevato di ovuli. Lo stilo è del tipo filiforme; lo stigma è capitato o del tipo a 2 (normalmente) - 4 lobi ed è colorato di giallo; raggiunge appena le fauci della corolla. Lunghezza del pistillo (compreso l'ovario): 1,6 - 1,8 cm. Lunghezza dello stilo: circa 1 cm.
- Fioritura: da maggio a giugno (agosto).

### Frutti
Il frutto è una capsula loculicida a forma più o meno ovoidale. I semi, molti e minuti dalle dimensioni quasi microscopiche, contengono un embrione rudimentale indifferenziato e composto da poche cellule; sono colorati di nero ed hanno una forma oblunga. Dimensione della capsula: larghezza 3 – 4 mm; lunghezza 7 – 12 mm. Dimensione dei semi: larghezza 0,3 mm; lunghezza 0,4 mm.

## Riproduzione
- Impollinazione: l'impollinazione avviene tramite insetti (impollinazione entomogama).
- Riproduzione: la fecondazione avviene fondamentalmente tramite l'impollinazione dei fiori (vedi sopra).
- Dispersione: i semi cadendo a terra sono successivamente dispersi soprattutto da insetti tipo formiche (disseminazione mirmecoria).

## Biologia
Queste piante non contengono clorofilla per cui possiedono organi specifici per nutrirsi della linfa di altre piante. Le loro radici infatti sono provviste di uno o più austori connessi alle radici ospiti per ricavare sostanze nutritive. Inoltre il parassitismo di Orobanche elatior è tale per cui anche i semi per germogliare hanno bisogno della presenza delle radici della pianta ospite; altrimenti le giovani piantine sono destinate ad una precoce degenerazione.
Normalmente le specie di questa voce sono parassite della specie dei generi Centaurea, Echinops (famiglia Asteraceae) e Thalictrum (famiglia Ranunculaceae).

## Distribuzione e habitat

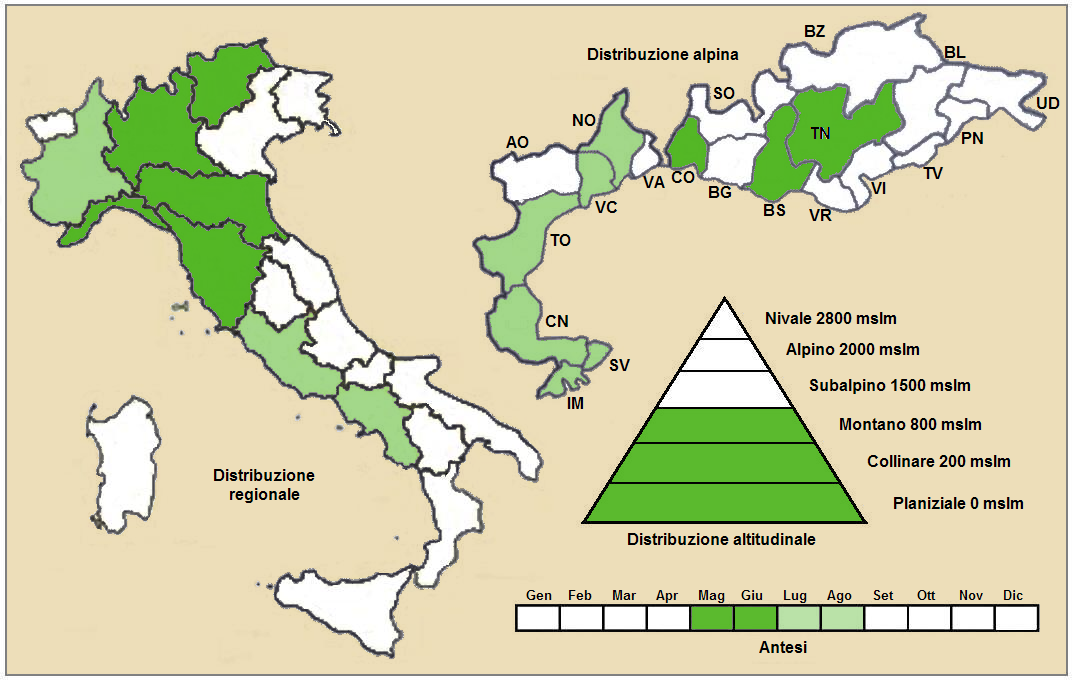
Distribuzione della pianta
(Distribuzione regionale – Distribuzione alpina)

- Geoelemento: il tipo corologico (area di origine) è Centro Europeo - Sudsiberiano, ma anche Eurasiatico.
- Distribuzione: in Italia è molto rara ed ha una distribuzione discontinua al Nord. Anche nelle Alpi la distribuzione è discontinua sia nel versante sud che in quello nordico (in Francia si trova dei dipartimenti di Alpes-de-Haute-Provence, Hautes-Alpes, Drôme, Isère e Alta Savoia; in Svizzera si trova nei cantoni Berna, Vallese, Ticino e Grigioni; in Austria si trova nei Länder della Carinzia, Stiria e Austria Inferiore). Sugli altri rilievi europei collegati alle Alpi si trova nei Vosgi, Massiccio del Giura, Pirenei, Monti Balcani e Carpazi.[9] Fuori dall'Europa si trova in India, Kazakistan, Kirghizistan, Tagikistan e Cina.[10]
- Habitat:  l'habitat tipico sono le zone con presenza delle specie ospiti (vedi paragrafo Biologia); ma anche le praterie rase, i prati e pascoli aridi dal piano collinare a quello montano, i margini erbacei meso-termofili dei boschi, le piste carovaniere e i luoghi sabbiosi. Il substrato preferito è calcareo ma anche siliceo con pH neutro, medi valori nutrizionali del terreno che deve essere secco.[9]
- Distribuzione altitudinale: sui rilievi queste piante si possono trovare fino a 1000 m s.l.m.; frequentano quindi i seguenti piani vegetazionali: collinare, montano e in parte quello subalpino (oltre a quello planiziale – a livello del mare).

### Fitosociologia
Dal punto di vista fitosociologico Orobanche elatior appartiene alla seguente comunità vegetale:
Formazione: delle comunità a emicriptofite e camefite delle praterie rase magre secche.
Classe: Festuco-Brometea.

## Tassonomia
La famiglia di appartenenza della specie (Orobanchaceae) comprende soprattutto piante erbacee perenni e annuali semiparassite (ossia contengono ancora clorofilla a parte qualche genere completamente parassita) con uno o più austori connessi alle radici ospiti. È una famiglia abbastanza numerosa con circa 60 - 90 generi e oltre 1700 - 2000 specie (il numero dei generi e delle specie dipende dai vari metodi di classificazione) distribuiti in tutti i continenti.
La classificazione del genere Orobanche è problematica in quanto le varie specie differiscono una dall'altra per piccoli caratteri soprattutto nella forma del calice-corolla e per i vari colori delle parti floreali che presto tendono al bruno appena la pianta "entra" nel secco. Molte specie hanno una grande specificità dell'apparato radicale per cui una possibile distinzione è possibile tramite l'individuazione della pianta parassitata (vedi il paragrafo "Biologia").

### Filogenesi
Secondo una recente ricerca di tipo filogenetico la famiglia Orobanchaceae è composta da 6 cladi principali nidificati uno all'interno dell'altro. Il genere Orobanche si trova nel terzo clade (relativo alla tribù Orobancheae) insieme ai generi Boschniakia C. A. Mey. ex Bong. 1833, Cistanche Hoffmans. & Link 1809, Conopholis
Wallr.1825, Epifagus Nutt. 1818, Eremitilla Yatsk. & J. L. Contr., 2009, Kopsiopsis (Beck) Beck 1930, Mannagettaea Harry Sm.
1933. Orobanche è monofiletico e rappresenta il core del clade ed è “gruppo fratello” del genere Mannagettaea e quindi di tutto il resto del gruppo.
All'interno del genere Orobanche la specie Orobanche elatior appartiene alla sezione Orobanche L. caratterizzata soprattutto dalla forma del calice a tre parti ossia quattro sepali saldati 2 a 2 tipo lacinie ben separate o collegate alla base, più una brattea. L'altra sezione presente in Italia (Trionychon Wallr.) è caratterizzata dal calice diviso in 5 parti: in posizione centrale è presente una brattea, mentre su entrambi i lati è presente una bratteola lineare e una lacinia calicina profondamente bifida.
Il numero cromosomico di O. elatior è: 2n = 38.

### Sinonimi
Questa entità ha avuto nel tempo diverse nomenclature. L'elenco seguente indica alcuni tra i sinonimi più frequenti:
- Orobanche borbasiana Beck
- Orobanche centaurina Bertol.
- Orobanche echinopis Pančić
- Orobanche frangrans Koch
- Orobanche krylowii  Beck
- Orobanche icterica Pau
- Orobanche loscosii Carlón & al.
- Orobanche major f. krylowi  (Beck) Beck
- Orobanche ritro G. et G.

## Altre notizie
L'orobanche maggiore in altre lingue è chiamata nei seguenti modi:
- (DE)  Große Sommerwurz o Flockenblumen-Würger
- (FR)  Orobanche élevée
- (EN)  Great Broomrape